# Rebel Yell (dal)
A Rebel Yell a brit rockénekes, Billy Idol első kislemeze az azonos címet viselő nagylemezéről. A VH1 minden idők 79. legjobb hard rock számának választotta, Idol egyik legismertebb szerzeménye. Címét a Rebel Yell nevű bourbon whisky után kapta, amit egy fogadáson a Rolling Stones tagjai ittak. A dal másik szerzője a gitáros Steve Stevens, aki a szám kezdő akkordjait maga írta úgy, hogy úgy hangozzék, mintha szintetizátor is szólna a háttérben.

## A lemez dalai
| 1. | Rebel Yell | 4:47 |
| 2. | Crank Call | 3:56 |

| 1. | Rebel Yell    | 4:47 |
| 2. | Crank Call    | 3:56 |
| 3. | White Wedding | 4:12 |

| 1. | Rebel Yell                           | 4:47 |
| 2. | (Do Not) Stand In The Shadows (Live) |      |

| 1. | Rebel Yell (Extended Version)        |  |
| 2. | (Do Not) Stand In The Shadows (Live) |  |
| 3. | Blue Highway (Live)                  |  |

## Helyezések
| Listák (1984)                           | Legjobb helyezés |
| --------------------------------------- | ---------------- |
| Ausztrália (Kent Music Report)          | 7                |
| Kanada (RPM Top 50 Singles)             | 10               |
| Új-Zéland (RMNZ)                        | 3                |
| Egyesült Királyság (Brit kislemezlista) | 62               |
| US Billboard Hot 100                    | 46               |
| US Top Rock Tracks (Billboard)          | 9                |
| Lista (1985)                            | Legjobb helyezés |
| Egyesült Királyság (Brit kislemezlista) | 6                |

## Hatása a popkultúrára
- A dal szerepel a Guitar Hero World Tour és a Rock Band című játékokban.
- A számot feldolgozta az All, a Scooter, a Drowning Pool, a Northern Kings, a Children of Bodom, az Otherwise, a Dope, a Kill Hannah, és a Black Veil Brides.
- A Szezám utca című műsorban "Rebel L" címen parodizálta ki egy Billy Idle nevű Muppet-figura.
- Felhangzik a Knight Rider Élet Halál Közt című Epizódjában.